# Biskopsholmen
Biskopsholmen, Nederlands: bisschopseiland, is een van de eilanden van de Lule-archipel. De bisschop naar wie Biskopsholmen en Biskopsgrundet zijn genoemd, is de  prediker Benzelius, die de eilanden bezocht. Het eiland ligt ten noordoosten van Biskopsgrundet en ten zuidoosten van Brändön. Er staan een paar kleine huizen op Biskopsholmen. Het heeft geen vaste oeververbinding en steekt nog geen 15 meter boven zeeniveau uit.
Een van de eilanden in Stockholm heeft dezelfde naam.